# Triton (luna)
Tríton (grško Τρίτων: Tríton) je največji naravni satelit planeta Neptun, ki ga je odkril William Lassell 10. oktobra 1846, to je le 17 dni po odkritju samega planeta. Lassell je napačno verjel, da je videl tudi prstan okoli Neptuna. Oznaka Tritona je tudi Neptun I.

## Ime
Triton je imenovan po Tritonu, bogu morja iz grške mitologije. Ime je predlagal Nicolas Camille Flammarion leta 1880. Nekoliko je nenavadno, da Lassell, ki je odkritelj Tritona, ni hotel imenovati svojega odkritja, ker je samo nekaj let kasneje določil imena za svoja kasnejša odkritja, osmo Saturnovo luno (Hiperion) ter tretjo in četrto Uranovo luno (Ariel in Umbriel).
Po Flammarionovem predlogu so ime Triton neodvisno predlagali še drugi 
  , vendar 
pa je bilo leta 1909 sporočeno, da »ni v splošni rabi«. Celo leta 1939 je bilo omenjeno, da ime »ni v splošni rabi« . V astronomskih virih se je preprosto imenoval kot »satelit Neptuna«. Še bolj nenavadno je, da se večina omemb Tritona v astronomskih virih poznega 19. in zgodnjega 20. stoletja nanaša na ime domnevnega marsovskega kanala.
Mogoče je odkritje druge Neptunove lune Nereide leta 1949 pripomoglo, da je Triton končno dobil uradno ime.

## Tirnica
Triton je med vsemi veliki lunami v Osončju poseben v tem, da ima vzvratno tirnico (to pomeni, da Triton obkroža planet v nasprotni smeri vrtenja planeta). Majhne zunanje lune Jupitra in Saturna imajo prav tako vzvratne tirnice, kot tudi tri Uranove zunanje lune, vendar pa ima največja med vsemi temi (Feba) samo 8 % polmera in 0,03 % mase Tritona. Lune v vzvratnih tirnicah ne morejo nastati v istem področju solarne meglice kot pa planeti, ki jih obkrožajo, ampak morajo biti ujete iz nekje drugod. Verjetno je Triton ujeto telo Kuiperjevega pasu. Ujetje Tritona bi lahko razložilo številne značilnosti Neptunovega sistema, kot so izjemno izsredna tirnica Neptunove lune Nereide, maloštevilčnost lun v primerjavi z drugimi plinastimi velikani (Tritonova tirnica bi se v sprva križala s tirnicami drugih manjših lun in jih razpršila z gravitacijskim vplivom) in dokaz razločevanja Tritonove notranjosti (plimsko segrevanje zaradi izsredne tirnice takoj po ujetju in nato spreminjanje tirnice v krožno bi lahko ohranilo Titan v tekočem stanju vsaj eno milijardo let). Tritonova podobnost v velikosti in sestavi s planetom Plutonom ter Plutonova izsredna tirnica, ki križa Neptunovo, kaže na dodatne namige o izvoru Tritona kot planetarnem telesu, podobnem Plutonu.
Zaradi svoje vzvratne tirnice se Tritonova že tako majhna tirnica še dodatno zmanjšuje zaradi plimskih vplivov. Napovedi kažejo, da bo Triton čez 1,4 do 3,6 milijarde let prešel Neptunovo Rocheevo mejo
. Najverjetnejša posledica bo trčenje z Neptunovo atmosfero, možen pa je tudi nastanek prstana zaradi plimskih motenj.
Še ena edinstvena značilnost Tritonove orbite, posledica plimskih vplivov tako velike lune in bližine glavnega telesa, je, da je tirnica popolna krožnica z isrednostjo nič do šestnajst decimalnih mest.

## Letni časi
Nenavadna je tudi vrtilna os Tritona, saj je nagnjena za 157° glede na Neptunovo os in 130° glede na Neptunovo tirnico. To pomeni, da Tritonova vrtilna os dvakrat na Neptunovo leto kaže znotraj 40° od Sonca, podobno kot Uran. Ko Neptun obkroža Sonce, se Tritonova polarna območja obrnejo proti Soncu, kar verjetno povzroči izrazite spremembe letnih časov, ko se eden in nato drugi pol obrneta proti sončni svetlobi. Med mimoletom Voyagerja 2 je bil Tritonov južni pol obrnjen proti Soncu. Skoraj celotna južna polobla je pokrita z »ledeno kapo« zmrznjenega dušika in metana.

## Fizikalne značilnosti
Triton ima gostoto 2,05 g/cm³, sestavljen pa je iz ene četrtine vodnega ledu in preostanka kamnitega materiala. Ima redko dušikovo atmosfero z majhnim deležem metana. Atmosferski tlak je samo okoli 0,01 milibara. Tritonova površinska temperatura je samo 34,5 K, kar je celo hladneje od Plutonove povprečne temperature 44 K. Presenetljivo pa je Triton geološko aktiven. Njegovo površje je sveže in le redko posejano s kraterji, Voyager 2 pa je opazoval številne ledene ognjenike, ki so bruhali tekoči dušik, prah ali metanove spojine izpod površja v izbruhih, visokih do osem kilometrov. Ta ognjeniška dejavnost je verjetno posledica sezonskega segrevanja zaradi Sonca in ne zaradi plimskega segrevanja, ki povzroča ognjenike na Ii. Na celotni Tritonovi površini so obsežni grebeni in doline v zapletenih vzorcih, ki so verjetno posledica ciklov zamrzovanja in odtajanja. Površina Tritona obsega 23 milijonov km² (4,5 % Zemljine površine ali 15,5 % Zemljinega kopna).

## Možnosti za življenje
Zaradi svoje geološke dejavnosti in možnega plimskega segrevanja je bilo predlagano, da bi Triton lahko gostil vodnim podobne življenjske oblike v plasti tekočine pod površjem (podobni predlogi obstajajo za Jupitrovo luno Evropa). Če je Triton kandidat za nezemeljsko življenje, potem to ne bi bilo podobno življenju na Zemlji zaradi skrajnega mraza in teme v zunanjih delih Osončja.